# Gypsophila repens
Gypsophila repens (лищиця повзуча) — вид рослин з родини гвоздикових (Caryophyllaceae); зростає у півдненній і середній Європі. Етимологія: лат. repens — «повзучий».

## Опис
Суцвіття компактне, голівчате, в основі з плівчастими приквітками. 

## Поширення
Зростає у горах центральної та південної Європи (Австрія, Німеччина (пд.), Польща (пд.), Словаччина (сх.), Швейцарія, Італія (пн. і цн.), Словенія (пн.-зх.), Франція (пн.), Іспанія (пн.)).